# The Civil Wars (poemat)

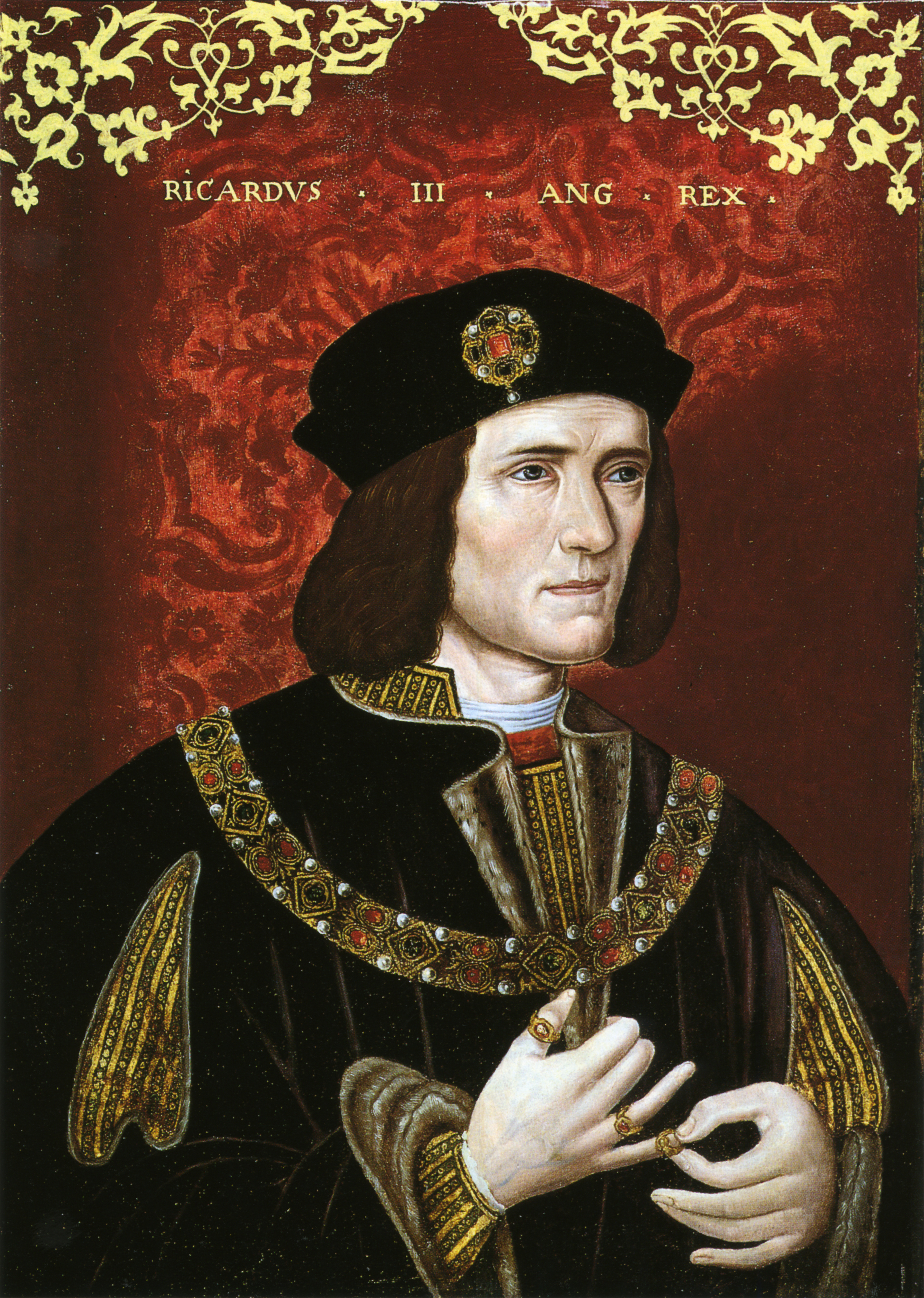
Król Ryszard III

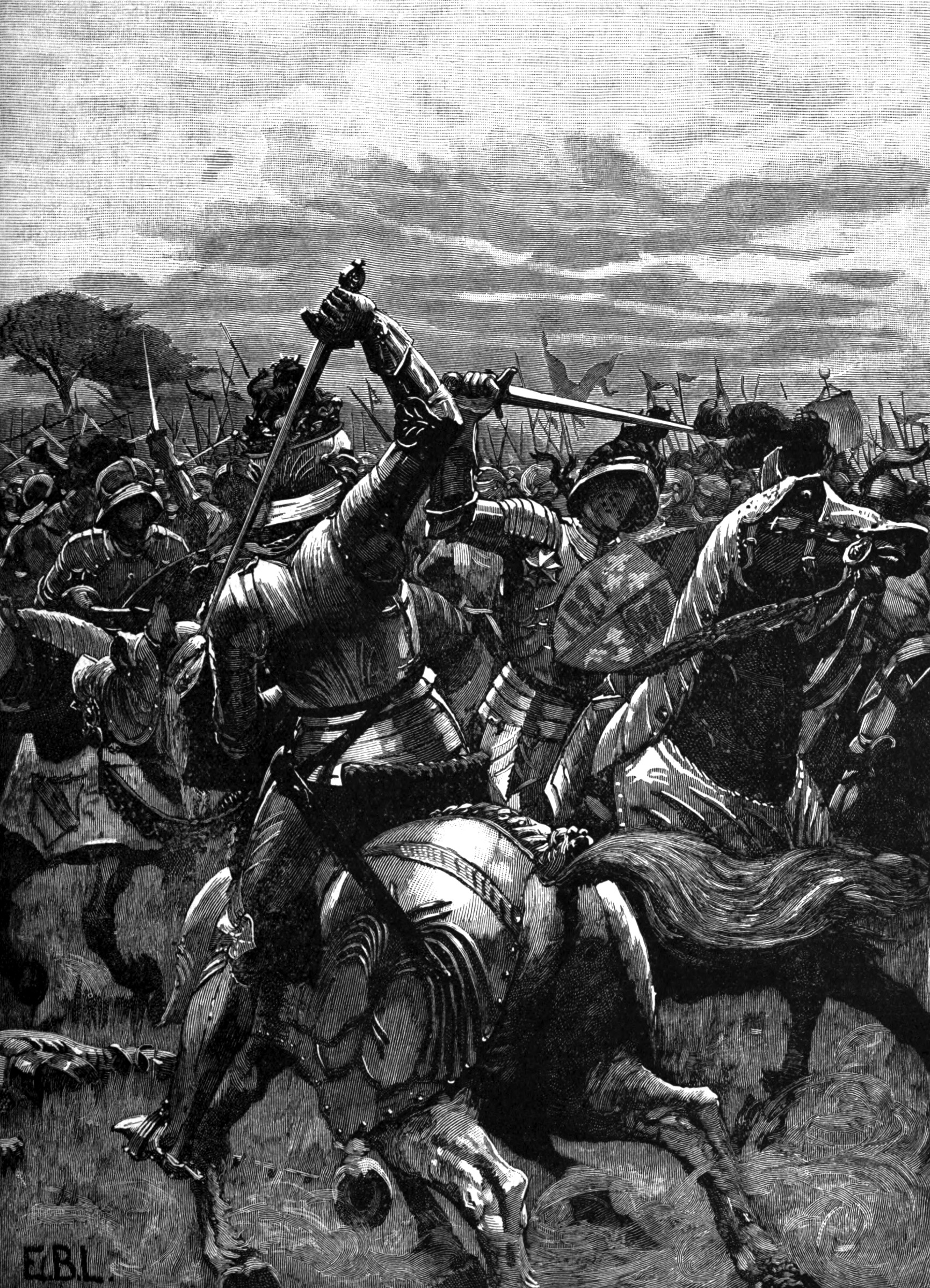
Król Ryszard III w czasie bitwy pod Bosworth. Jego śmierć na polu walki w praktyce zakończyła działania zbrojne w wojnie Dwóch Róż

The Civil Wars (z ang. Wojny domowe) – epos historyczny tworzącego na przełomie XVI i XVII wieku angielskiego poety Samuela Daniela. Dzieło składa się z ośmiu ksiąg i opowiada o wojnie Dwóch Róż, czyli walce rodów Lancasterów i Yorków o panowanie w Anglii w XV wieku. Pierwsze cztery księgi tej rycerskiej epopei zostały opublikowane w 1595. Epos został napisany oktawą, czyli strofą ośmiowersową pochodzenia włoskiego, rymowaną abababcc. W literaturze włoskiej ta zwrotka jest układana jedenastozgłoskowcem, a w poezji angielskiej pentametrem jambicznym, czyli zasadniczo dziesięciozgłoskowcem, w którym akcenty padają na parzyste sylaby wersu. Poniższa strofa przedstawia charakterystykę rycerzy z rodu Percy:

The Percies were the men, men of great might,
Strong in alliance, and in courage strong
That thus conspire, under pretense to right
The crooked courses they had suffered long:
Whether their conscience urg’d them or despite,
Or that they saw the part they took was wrong,
Or that ambition hereto did them call,
Or others envied grace, or rather all.

Utwór składa się z prawie 900 strof, liczy więc około 7000 wersów.
Zobacz też: The Barons' Wars